# Stade Santiago-Bernabéu
Le stade Santiago Bernabéu (en espagnol : Estadio Santiago Bernabéu) est un stade de football situé à Madrid, en Espagne. Inauguré le 14 décembre 1947 et propriété du Real Madrid, sa capacité est depuis 2024 de 78 297 places. Il se trouve au cœur de la capitale espagnole, sur le Paseo de la Castellana dans le district de Chamartín. Il est desservi par la station de métro du même nom. Initialement connu comme le nouveau stade Chamartín, il reçoit son nom actuel en 1955 en l'honneur du président du club de l'époque, Santiago Bernabéu.
Résidence du Real Madrid, un des clubs de football, le stade a accueilli certains des événements les plus importants du sport mondial, parmi lesquels les finales de la Coupe du monde 1982, de l'Euro 1964 et de la Coupe d'Europe des clubs champions, devenue Ligue des champions, à quatre reprises (1957, 1969, 1980 et 2010).

## Histoire

### Années 1940
À la suite de son élection à la présidence du Real Madrid le 15 septembre 1943, Santiago Bernabéu décide que le stade de l'époque du club, le stade Chamartín, n'est plus assez grand pour convenir aux ambitions du club. Il lance alors le projet de faire construire un nouveau grand stade. À l'été 1944, un terrain à proximité du stade est acheté et la construction du nouveau stade débute le 27 octobre 1944.
Le 14 décembre 1947, après plus de trois ans de travaux, le stade Real Madrid est inauguré. Surnommé Nouveau stade Chamartín, l'enceinte dispose de 75 145 places dont 27 645 assises. Pour le match inaugural, le Real Madrid s'impose 3-1 contre le club portugais de Belenenses, Sabino Barinaga étant le premier joueur à y inscrire un but.

### Années 1950 et 1960

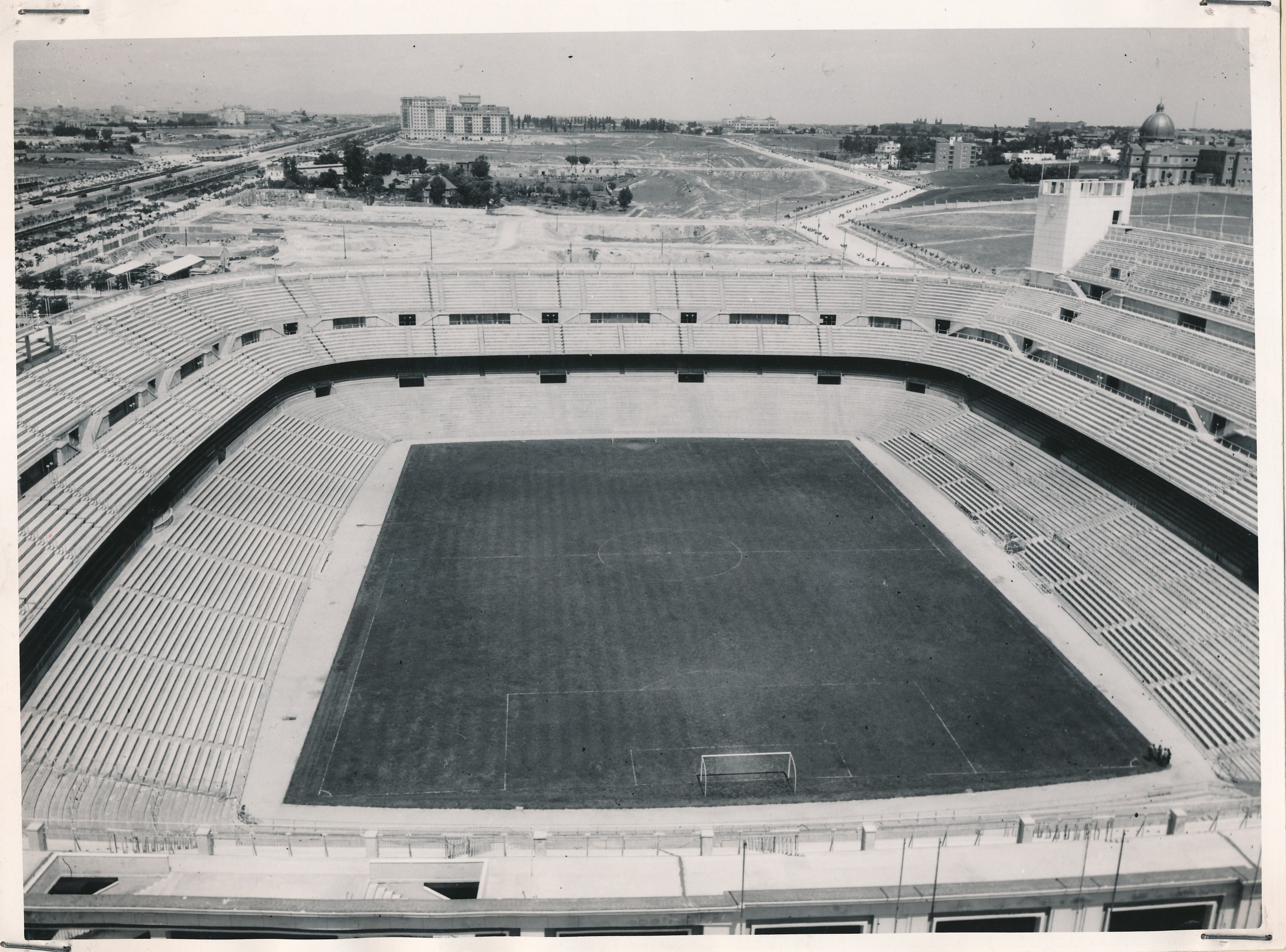
Le stade Santiago Bernabéu (alors stade Chamartín) vers 1950

La première rénovation du stade intervient dès 1954: le 19 juin, la capacité du stade est augmentée à 125 000 spectateurs, faisant du Nouveau stade Chamartín le plus grand stade parmi les participants à la toute nouvelle Coupe des clubs champions européens, et le 2e en Europe après le stade de Wembley. Le 4 janvier 1955, l'assemblée générale du club décide de rebaptiser le stade en stade Santiago Bernabéu en l'honneur du président du club en poste depuis 1943.
En 1955, le stade est officiellement renommé stade Santiago-Bernabéu, en hommage à l'ancien président du Real qui a ordonné sa construction.
Le 18 mai 1957, le stade utilise pour la première fois un éclairage électrique lors d'un match contre le club brésilien du Sport Club do Recife. Cependant, l'éclairage du stade ne dépasse alors pas les 400 lux: il faudra attendre 1969 et la mise en place d'un nouveau système d'éclairage pour passer à plus de 1 400 lux.
En 1964, la sélection espagnole remporte à Bernaubéu, devant près de 100 000 supporters, son premier titre international : l'Euro 1964, face à l'Union soviétique, tenante du titre.

### Années 1980 et 1990
Le stade n'est plus modifié avant les années 1980 et la désignation de l'Espagne comme organisateur de la Coupe du monde 1982. Destiné à accueillir la finale, le stade doit être modernisé pour s'adapter aux nouvelles normes de la FIFA. Deux architectes sont embauchés, qui ne sont autres que les fils de Luis Alemany Soler, qui avait participé au projet initial de construction du stade. La rénovation dure 16 mois et coûte 704 millions de pesetas (dont 530 aurait été payés par le club). La rénovation répond à l'obligation de couvrir les deux tiers des places assises par l'installation d'un toit couvrant, à l'exception du côté est. La capacité du stade est réduite de 120 000 à 98 776 places. Le projet inclut aussi la rénovation de la façade, l'installation de nouvelles signalétiques et la rénovation des parties communes : salles de presse, vestiaires, entrées ainsi qu'un perfectionnement du système d'éclairage et l'installation d'écrans géants.
Durant la compétition, le stade accueille quatre matchs : trois matchs du deuxième tour, dont deux avec l'Espagne qui est éliminée malgré ses espoirs de victoire (RFA-Angleterre, RFA-Espagne et Espagne-Angleterre), ainsi que la finale remportée par l'Italie sur la RFA (3-1).
Quelques années plus tard, après plusieurs drames dont celui du Heysel, l'UEFA décide de nouvelles normes en matière de sécurité pour lutter contre l'augmentation de la violence dans les stades. En conséquence, le stade est modifié pour ajouter de nouveaux accès à différents points du stade, et les places deviennent toutes assises. Ces décisions entrainent une réduction sensible de la capacité des grands stades européens. Au début des années 1990, des grands travaux d'agrandissement et d'amélioration du confort sont lancés, qui creusent la dette du club. La hauteur du stade passe de 22 à 45 mètres, grâce à l'élévation de quatre grandes tours, ce qui n'est pas sans poser des problèmes logistiques et d'entretien de la pelouse. À l'été 1998, la capacité est arrêtée à 75 328 places, toutes assises, à la suite des rénovations décidées par le président Lorenzo Sanz.

### Années 2000
Lorsque Florentino Pérez devient président du Real Madrid en 2000, il lance à son tour un projet d'envergure avec pour objectif d'améliorer le confort et la qualité des installations ainsi qu'augmenter les recettes du stade, à travers, notamment, l'amélioration du système de chauffage, l'aménagement de restaurants et d'une boutique officielle. Pérez investit 127 millions d'euros en cinq ans (2001-2006) permettant l'extension du stade dans sa partie Est, l'installation d'une nouvelle sonorisation, de nouveaux restaurants et le développement des prestations VIP (loges VIP permettant de dîner en regardant un match).
Le 12 décembre 2004, à la 88e minute du match Real Madrid - Real Sociedad (11-1), une alerte à la bombe est envoyée par l'ETA. La bombe devait exploser à 21h. 15 minutes plus tard, l'alerte est fausse et le match reste bloqué à 11-1 jusqu'au 5 janvier 2005. Le match est finalement remporté par le Real Madrid 12-1.

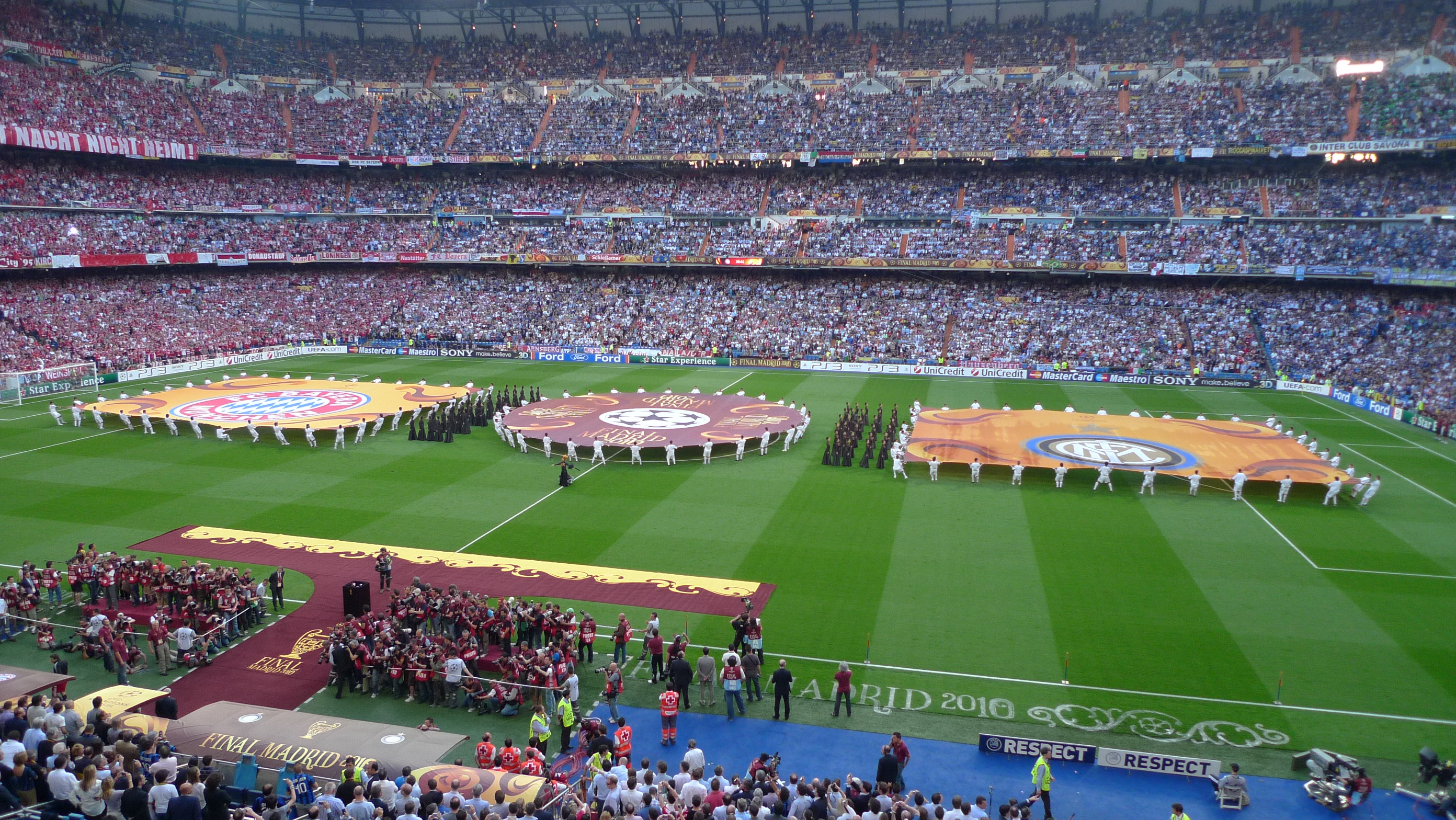
Cérémonie d'ouverture de la Finale de la Ligue des Champions de l'UEFA en 2010

Après les rénovations de l’ère Florentino Pérez, le 14 novembre 2007, un mois avant la célébration du 60e anniversaire de l'inauguration du stade, l'UEFA lui a attribué la catégorie de «stade d'élite», en plus de désigner le Santiago Bernabéu comme lieu de la finale de 2010 de la Ligue des Champions.

### Années 2010
En été 2011, des travaux d'agrandissement ont été réalisés au premier amphithéâtre de Madrid, ajoutant une rangée supplémentaire au porte-à-faux des gradins, ce qui a augmenté la capacité de 900 sièges, atteignant ainsi une capacité totale de 81 044 spectateurs. En décembre 2018, le stade Santiago Bernabéu a été sélectionné comme site pour le match retour de la finale de la Copa Libertadores de América, devenant ainsi le premier stade au monde à accueillir la finale de quatre des cinq tournois les plus importants du monde : la Coupe du monde de football, le Championnat d'Europe de football, la Copa América, la Copa Libertadores et la Ligue des champions de l'UEFA,.

#### Réforme 2019-2024
Après avoir réalisé un investissement total de 256 millions d'euros depuis l'année 2000, le Conseil d'administration dirigé par Florentino Pérez a décidé, profitant de l'emplacement privilégié du stade, de lancer un ambitieux projet de réforme avec un double objectif : transformer le Santiago Bernabéu en une icône mondiale de l'architecture sportive et en faire l'une des principales sources de revenus directs du club, ce qui lui permettra, à l'avenir, de continuer à rivaliser économiquement avec des clubs aux grands propriétaires de capitaux privés.

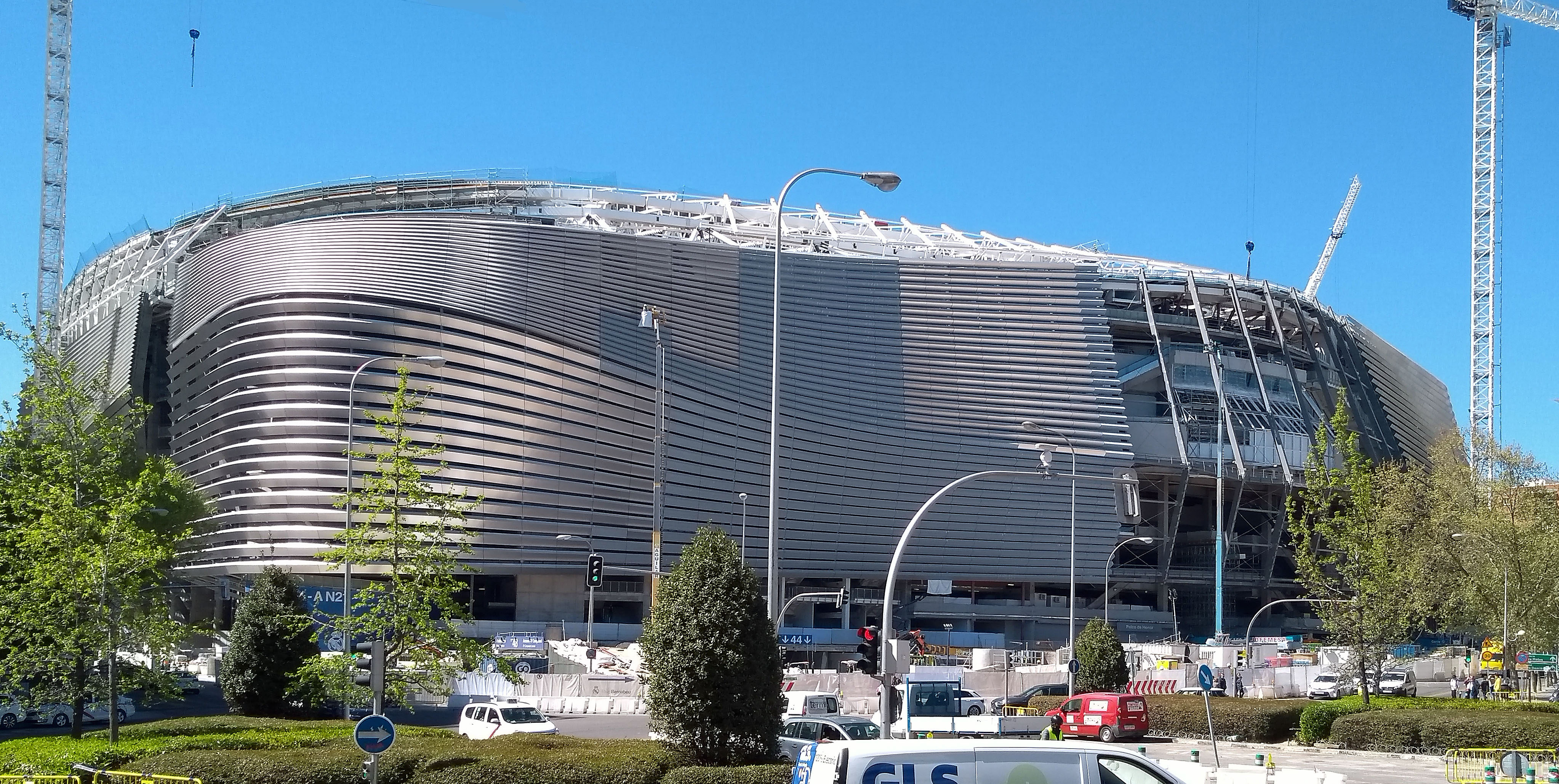
Construction de la façade du côté est (4 avril 2023)

Cette proposition a été annoncée lors de l'assemblée générale ordinaire du 12 septembre 2010, et approuvée par les socios compromisarios lors de l'Assemblée extraordinaire du 25 septembre 2011. Pour la rendre effective, la Mairie de Madrid et le Communauté de Madrid ont approuvé en 2012 une modification ponctuelle du Plan général d'urbanisme, permettant au club d'augmenter la constructibilité du stade et de modifier sa façade. La proposition incluait une nouvelle enveloppe architecturale, la couverture du stade pour toutes les places et l'incorporation de systèmes bioclimatiques avec des énergies renouvelables, ainsi que la construction de deux nouvelles places publiques, un hôtel et un grand centre commercial sur le côté du Paseo de la Castellana.
Pour réaliser cette proposition, un concours international d'architecture a été lancé en 2012 auquel ont participé 4 équipes de renommée mondiale : une formée par les cabinets Herzog & de Meuron et Rafael Moneo ; une autre composée de Foster and Partners et Rafael de la Hoz ; une troisième intégrée par les équipes de Populous et Estudio Lamela ; et une quatrième formée par GMP Architekten, L35 et Ribas & Ribas, dont la proposition a été annoncée comme projet gagnant le 31 janvier 2014,.
Cependant, le projet a été interrompu en février 2015, lorsque le Tribunal Supérieur de Justice de Madrid a annulé l'approbation de la modification ponctuelle du Plan général d'urbanisme de Madrid, en la considérant contraire à l'intérêt général et à l'urbanisme. Le tribunal a argumenté que le plan impliquait une altération substantielle de l'utilisation des sols et une cession gratuite et injustifiée des avantages urbanistiques au Real Madrid. Face à cette situation, le club a décidé de modifier le projet gagnant pour l'adapter à la législation en vigueur et réduire son impact urbanistique. Ainsi, en 2016, il a présenté un nouveau projet qui supprimait l'hôtel et le centre commercial, élevait la hauteur du stade seulement de 12 mètres pour la construction de la couverture jusqu'à atteindre une hauteur totale de 60 mètres et éliminait la possibilité d'augmenter la capacité.
Finalement, le 31 mai 2017, la mairie de Madrid a donné le feu vert à la réforme en approuvant le Plan Especial del Estadio Santiago Bernabéu. Après l'approbation du projet de remembrement, du plan de mobilité durable et du projet d'urbanisation, le club a attribué les travaux de rénovation à l'entreprise de construction FCC Construcciones, qui ont finalement commencé en juin 2019.
Pour le financement des travaux, le conseil d'administration du Real Madrid a approuvé le 12 avril 2019 un prêt de 575 millions d'euros sur 30 ans avec un taux d'intérêt fixe de 2,5%, incluant 3 ans de franchise, ce qui donne une mensualité annuelle de 29,5 millions d'euros à partir du 30 juillet 2023. De plus, le 7 décembre 2021, le financement a été étendu avec un prêt supplémentaire de 225 millions d'euros sur 27 ans avec un taux d'intérêt fixe de 1,53% et une franchise jusqu'au 30 juillet 2024, avec une mensualité annuelle de 10,5 millions d'euros à partir de cette date. Enfin, le 11 novembre 2023, un troisième prêt  de 370 millions d'euros sur 30 ans a été sollicité pour couvrir les surcoûts dus à la pandémie et à l'invasion russe de l'Ukraine. Ainsi, le financement total s'élève à 1.170 millions d'euros à un taux d'intérêt moyen de 3%, avec une mensualité annuelle de 60 millions d'euros pendant 30 ans, ce qui représente moins de la moitié des nouveaux bénéfices annuels attendus après la conclusion des travaux.
Une fois la réforme terminée, le Santiago Bernabéu dispose des nouveautés et innovations suivantes:
- Une façade enveloppante [26] formée de lames courbées en acier inoxydable qui reflètent la lumière de manière changeante et qui s'adaptent aux besoins du nouveau programme tertiaire, en s'étendant ou se rétractant sans perdre son unité. Cette enveloppe intègre des éléments technologiques et audiovisuels qui s'illuminent avec différentes couleurs et motifs selon l'occasion.

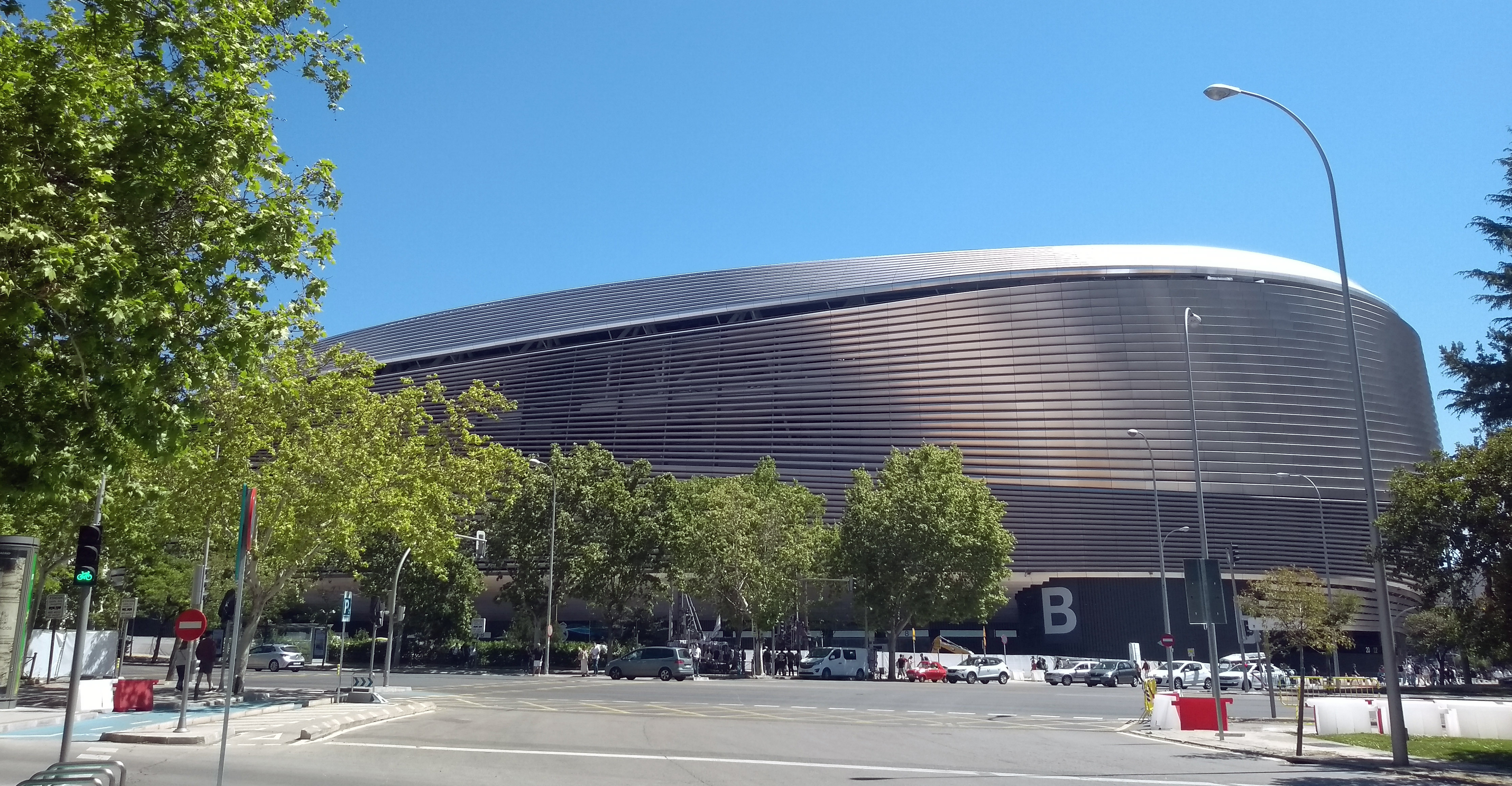
Façade ouest le 21 avril 2024.

- Une couverture fixe de 28 000 m² et une couverture rétractable de 8 000 m² qui permettent l'utilisation du stade tous les jours de l'année, quelles que soient les conditions climatiques. La couverture rétractable se compose de 12 fermes mobiles et de coussins gonflables faits d'une double couche de membrane en tissu de PTFE recouvert de fluoropolymère, qui s'illuminent avec des LED lorsqu'elle est déployée. Le processus d'ouverture et de fermeture prend entre 15 et 20 minutes[27],[28].

- Un système automatisé pour le terrain de jeu [29],[30] qui permet au stade de se transformer en un espace multifonctionnel, adapté aux concerts, conventions, foires et divers événements sportifs. Le terrain se divise en 6 plateaux de 107 mètres x 11,67 mètres, chacun pesant environ 1 500 tonnes. Ces plateaux se déplacent et se stockent dans une serre souterraine appelée Hypogée, en utilisant 24 chariots de transport. Le processus complet de déplacement et de stockage du terrain dure environ 6 heures. L'Hypogée, situé sur un côté à l'intérieur du stade, a une profondeur de 30 mètres et les plateaux sont empilés les uns sur les autres à l'aide d'un système de levage hydraulique. Cette serre est équipée de systèmes de ventilation, de climatisation, d'éclairage, de contrôle et d'irrigation, garantissant des conditions optimales pour la conservation du gazon et facilitant l'accès pour son entretien continu, sans interférer avec les événements du stade. Le fait significatif de ce système de retrait et de conservation du terrain de jeu, par rapport à d'autres existants, est qu'il se développe entièrement à l'intérieur du périmètre du stade, sans avoir besoin d'occuper des espaces extérieurs. Cette particularité fait de ce système une œuvre d'ingénierie unique au monde.

- Un tableau d'affichage à 360 degrés [31],[32] suspendu de la couverture qui entoure tout le périmètre du terrain de jeu, étant le premier de ce type dans un stade européen. Avec une hauteur de 6,5 mètres sur les côtés et les coins, et 11 mètres sur les fonds, ses écrans ont une inclinaison de 8 degrés, formant un tronc de cône au lieu d'un cylindre, ce qui lui confère un design unique au monde. Ce tableau d'affichage dispose d'une résolution de pixels 13HD, offrant une excellente clarté et contraste d'image depuis n'importe quel siège. De plus, il peut afficher une grande image ou plusieurs zones de contenu simultanément, y compris des vidéos en direct, des replays instantanés, des statistiques, des graphiques, des animations et des messages de parrainage. De plus, 10 grands écrans ont été installés à l'arrière pour fournir du contenu et des informations aux spectateurs dans les gradins supérieurs. Tout cela est complété par l'installation d'un anneau LED dans le premier amphithéâtre.

- Le Skywalk 360[33]. Il s'agit d'une passerelle qui parcourt la partie la plus haute du stade, offrant des vues imprenables sur l'intérieur et la ville de Madrid. Ouvert toute l'année, il se distingue par abriter un restaurant de sushi luxueux et le Skybar, un restaurant VIP situé sur le côté de la Castellana. Cet espace luxueux de 700 m², avec deux terrasses de 250 m² chacune, fusionne football, gastronomie et divertissement. Avec plus de 400 m² d'écrans, le design est dynamique et changeant, rendant chaque visite unique. Pendant les matchs, le Skybar fonctionne comme une « super loge » VIP avec 200 sièges, et son design avant-gardiste aspire à être une référence mondiale. Inspiré par la culture traditionnelle madrilène, il mélange bars, lumières et architecture avec des éléments technologiques et dynamiques. Il est divisé en quatre zones principales : restauration et discothèque aux extrémités, un grand bar central avec un porte-bouteilles enveloppant, et des gradins et loges VIP pour la confidentialité et les vues sur le terrain.

- Un anneau logistique souterrain [34] qui permet l'enfouissement des opérations de chargement et de déchargement, évitant ainsi l'occupation de l'espace public. De plus, un tunnel de chariots connecté au circuit de chargement et de déchargement permet l'accès des camions et véhicules de grande taille au terrain de jeu via une tribune mobile.

- Une nouvelle tribune [35] sur le côté Est, avec une capacité de 3 000 spectateurs. Cette construction compense partiellement la perte de places résultant de la nouvelle distribution du stade, qui a augmenté l'espace et le confort de certains sièges. De plus, tous les sièges du stade ont été remplacés par des sièges rabattables de couleur bleu marine ou navy, garantissant que désormais tous les sièges soient rabattables.

- Une augmentation du nombre de places pour les personnes à mobilité réduite, lélimination des barrières architecturales, la création de nouveaux accès plus confortables et l'installation de nouvelles communications mécanisées, améliorant ainsi de manière significative l'accessibilité de tout le stade.

- De nouvelles zones de loisirs, des zones VIP, des espaces de restauration et des zones de divertissement pour le grand public. À noter l'extension du musée et la création d'un deuxième musée interactif, ainsi que la construction d'une méga boutique officielle et la création du Bernabéu Market[36], un marché gastronomique gourmet de 3 000 m² situé sur la nouvelle place de Sagrados Corazones. Ce marché propose 25 offres gastronomiques et recrée une atmosphère urbaine inspirée de zones de Tokyo ou de Hong Kong, avec des stands combinant des comptoirs en pierre et des structures métalliques. Le marché est ouvert toute l'année, mais les jours de match, une section est réservée aux invités du Real Madrid, tandis que le reste continue de fonctionner normalement.

- La réurbanisation et laménagement paysager de 66 700 m² autour du stade, incluant la création d'une grande place de plus de 20 000 m² sur le paseo de la Castellana et d'une autre de 5 500 m² sur la nouvelle place de Sagrados Corazones, qui occupe l'emplacement de l'ancien centre commercial La Esquina del Bernabéu à Padre Damián[37]. De plus, la rue Rafael Salgado a été piétonnisée et un parking souterrain de cinq étages avec plus de 500 places de stationnement a été construit sur la place de Sagrados Corazones.

Prochainement, le stade Santiago Bernabeu s’appellera uniquement « stade Bernabéu » (estadio Bernabéu) selon Marca, pour des raisons principalement Marketing.

## Événements
Le stade Santiago Bernabéu a accueilli de nombreux événements sportifs importants, 4 finales de Ligue des champions de l'UEFA, en 1957 (battant au passage le record d'affluence du stade), en 1969, en 1980 et en 2010. Le stade a également accueilli deux compétitions internationales majeures, l'Euro 1964, dont la finale voyant la victoire 2-1 de l'équipe espagnole contre l'Union soviétique ainsi que la Coupe du monde de football 1982, avec, en point d'orgue, la victoire de l'équipe d'Italie lors de la finale.
Le 9 décembre 2018, le stade accueille exceptionnellement la finale retour de la Copa Libertadores 2018 entre les clubs argentins de River Plate et de Boca Juniors à la suite de l'attaque du bus de Boca Juniors. Cette décision est prise par la Confédération sud-américaine de football (CONMEBOL).

### Matches importants accueillis
| Date            | Match                             | Résultat final | Type de match                                              | Affluence |
| --------------- | --------------------------------- | -------------- | ---------------------------------------------------------- | --------- |
| 30 mai 1957     | Real Madrid - ACF Fiorentina      | 2-0            | Finale de la Coupe des clubs champions européens 1956-1957 | 124000    |
| 17 juin 1964    | Espagne - Hongrie                 | 2-1 a.p.       | Demi-finale de l'Euro 1964                                 | 34713     |
| 21 juin 1964    | Espagne - Union soviétique        | 2-1            | Finale de l'Euro 1964                                      | 79115     |
| 28 mai 1969     | AC Milan - Ajax Amsterdam         | 4-1            | Finale de la Coupe des clubs champions européens 1968-1969 | 31782     |
| 28 mai 1980     | Nottingham Forest - Hambourg SV   | 1-0            | Finale de la Coupe des clubs champions européens 1979-1980 | 51000     |
| 29 juin 1982    | Allemagne de l'Ouest - Angleterre | 0-0            | Deuxième tour de la Coupe du monde 1982                    | 75000     |
| 2 juillet 1982  | Allemagne de l'Ouest - Espagne    | 2-1            | Deuxième tour de la Coupe du monde 1982                    | 90089     |
| 5 juillet 1982  | Espagne - Angleterre              | 0-0            | Deuxième tour de la Coupe du monde 1982                    | 75000     |
| 11 juillet 1982 | Italie - Allemagne de l'Ouest     | 3-1            | Finale de la Coupe du monde 1982                           | 90000     |
| 22 mai 2010     | Bayern Munich - Inter Milan       | 0-2            | Finale de la Ligue des champions de l'UEFA 2009-2010       | 73170     |
| 9 décembre 2018 | River Plate - Boca Juniors        | 3-1 a.p.       | Finale retour de la Copa Libertadores 2018                 | 62282     |

Le stade Bernabéu a également accueilli : 
- de nombreuses finales de la Coupe d'Espagne de football : 1950 à 1956, 1958 à 1962, 1964 à 1969, 1971, 1972, 1976, 1978, 1980, 1984, 1985, 1988, 1991, 1992, 1995, 1997, 2002, 2006, 2007, 2013
- le Trophée Santiago-Bernabéu, depuis 1979[42]
- Finale retour de la Coupe UEFA 1984-1985 (entre le Real Madrid et les Hongrois du Videoton SC), 22 mai 1985
- Finale aller de la Coupe UEFA 1985-1986 (entre le Real Madrid et les Allemands du FC Cologne), 30 avril 1986

### Autres événements
En 1982, le stade Santiago-Bernabéu est le théâtre de la rencontre entre le pape Jean-Paul II et la jeunesse espagnole.
En 2002, il a également accueilli l'arrivée du tour d'Espagne remporté par Aitor González dans cette ultime étape de contre-la-montre individuel.
La chanteuse américaine Taylor Swift y performa les 29 et 30 mai 2024 dans le cadre de sa tournée mondiale The Eras Tour. Ce sera le premier concert à avoir eu lieu dans ce stade.

## Galerie

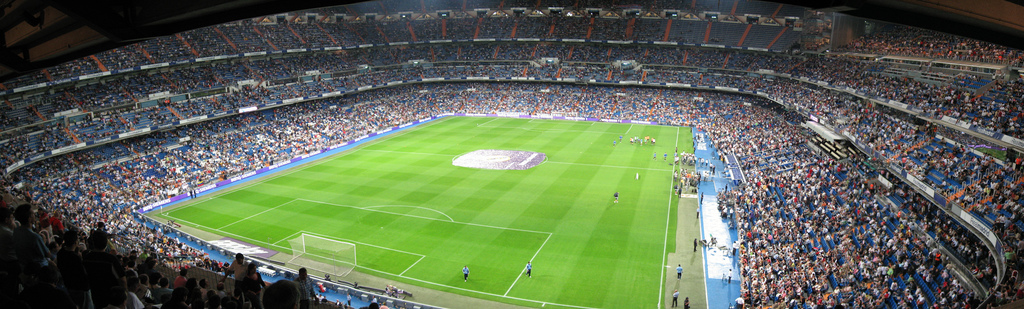
Vue panoramique de l'intérieur du stade Santiago Bernabéu

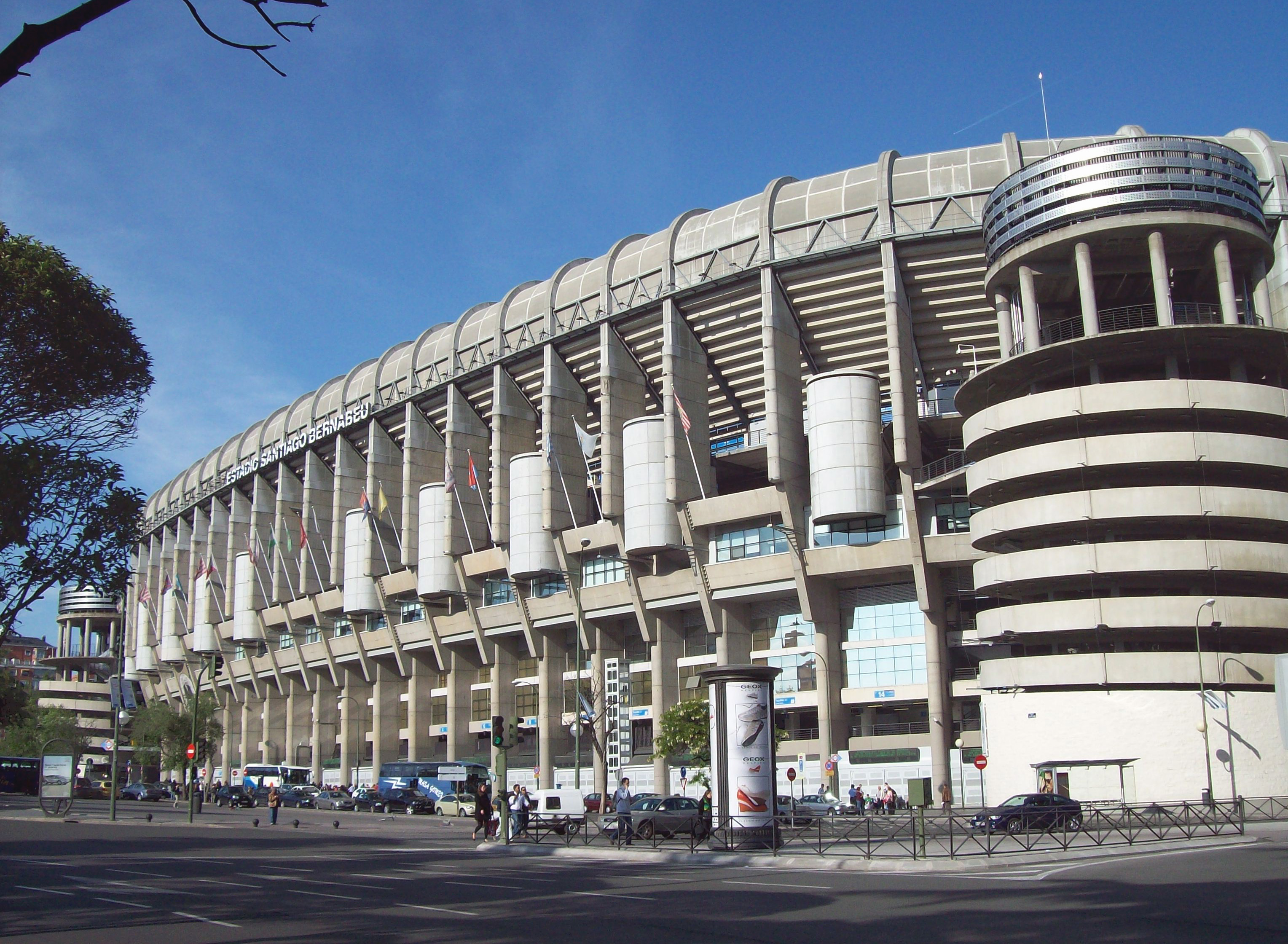
Façade ouest
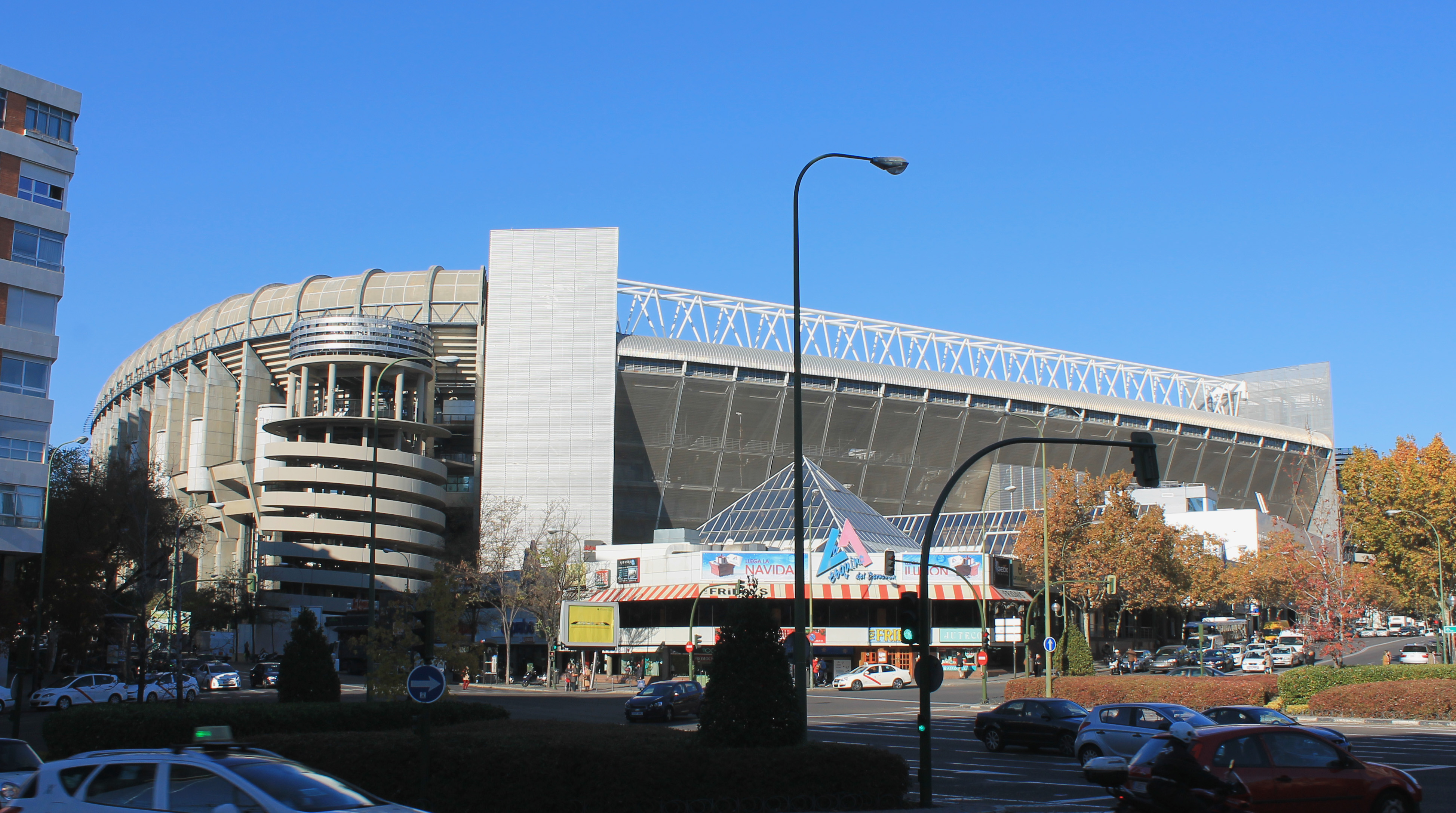
Façade est
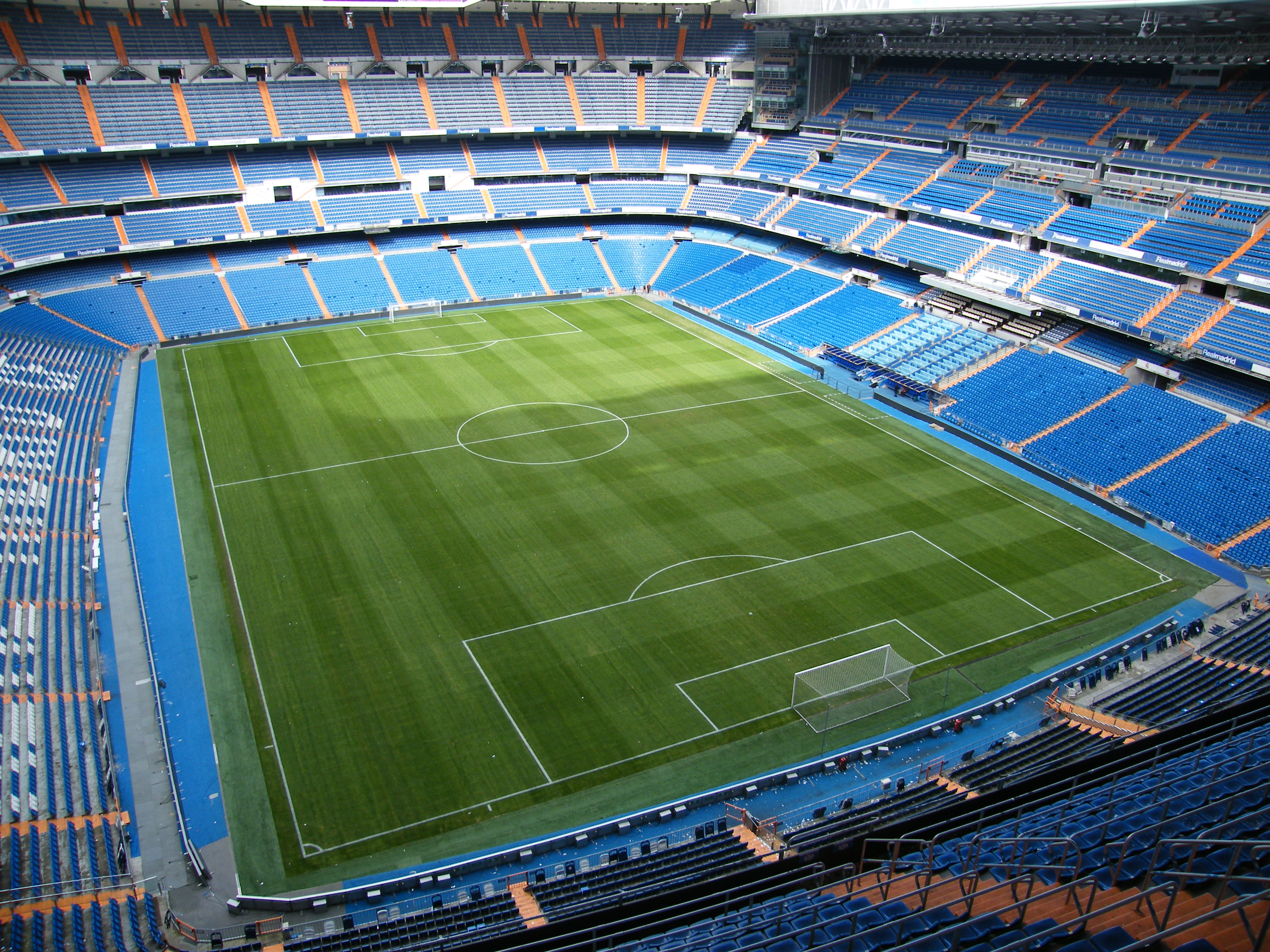
Vue intérieure
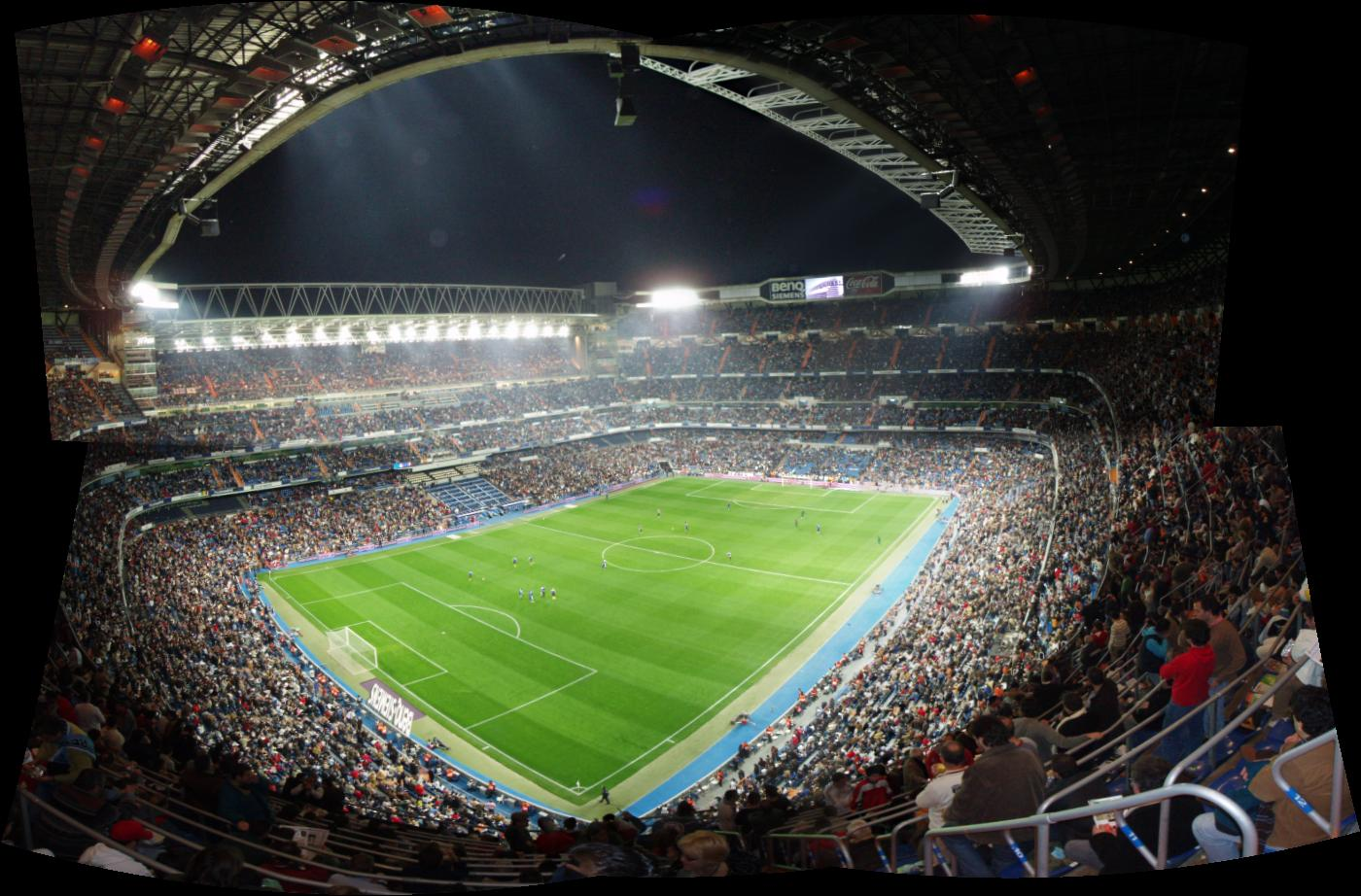
Match à Santiago Bernabéu
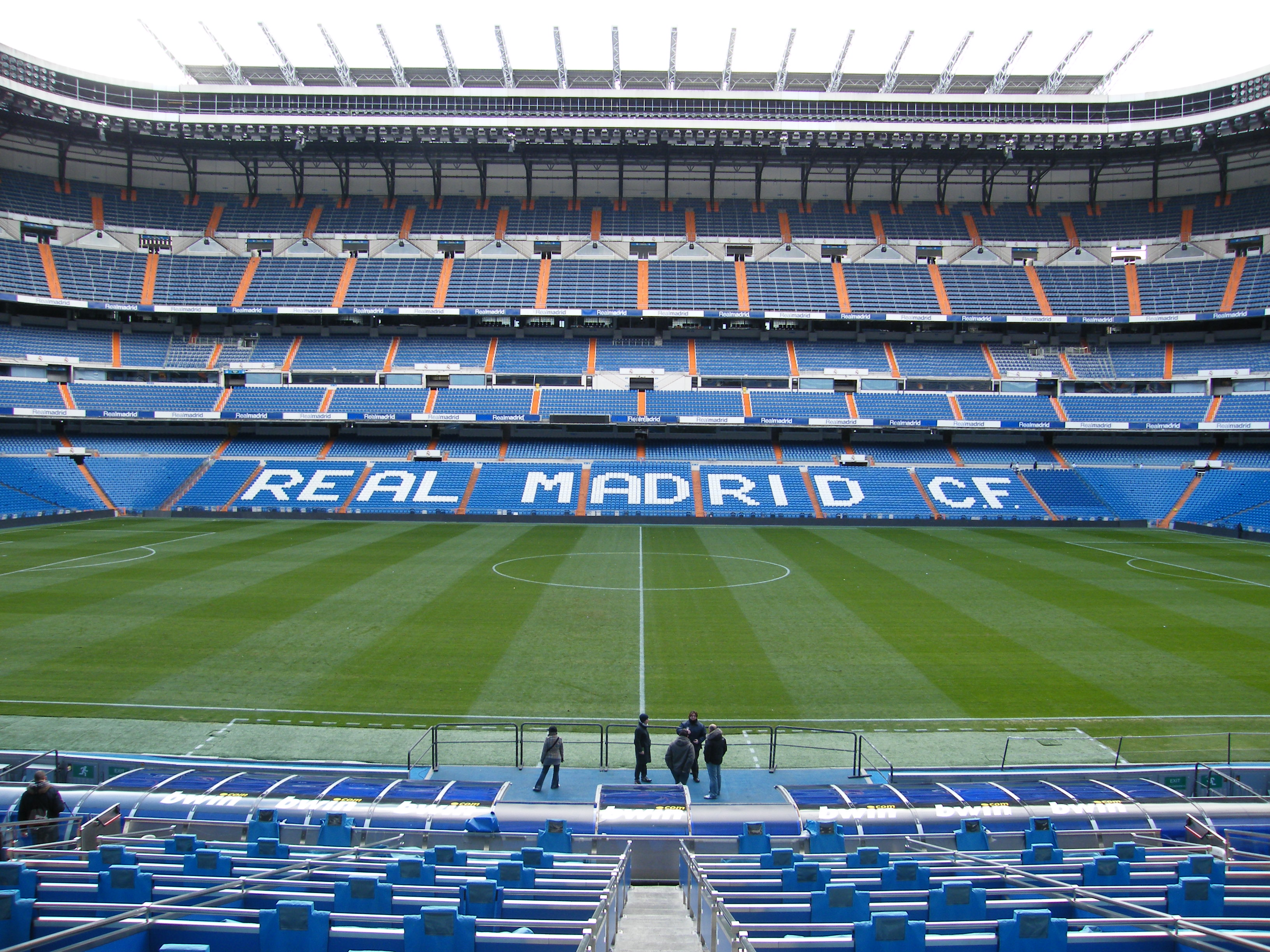
Tribune latérale ouest
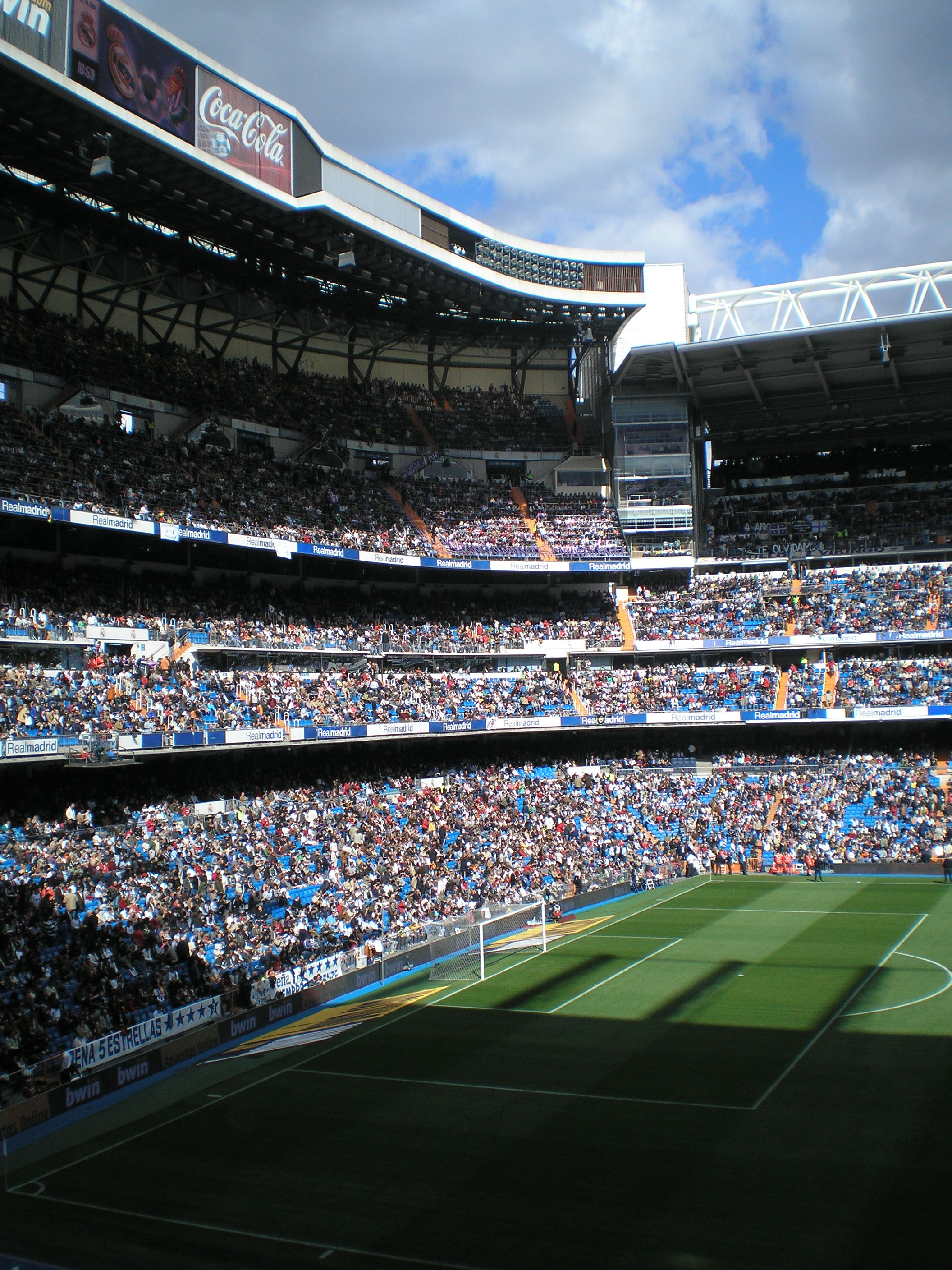
Tribune nord
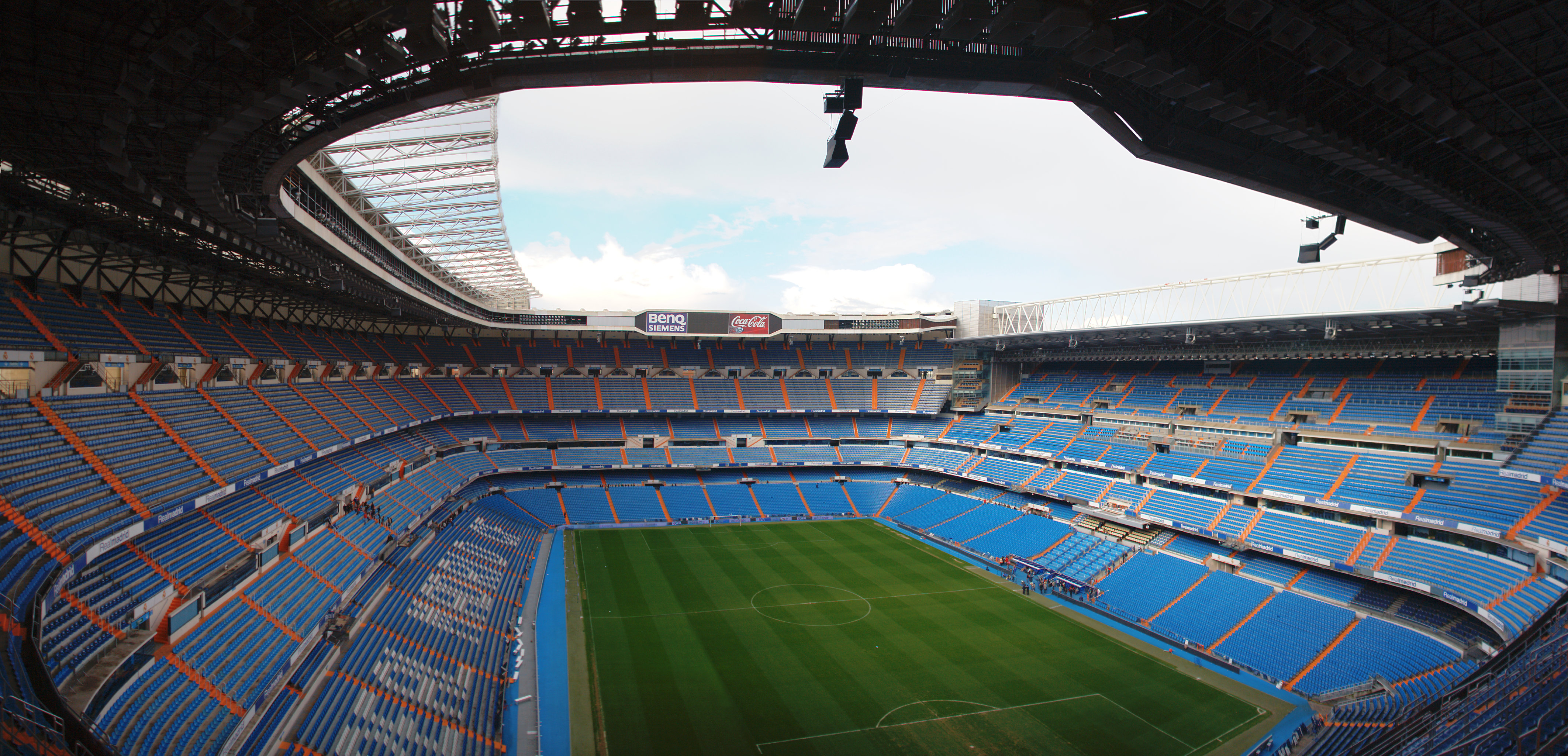
Panorama intérieur
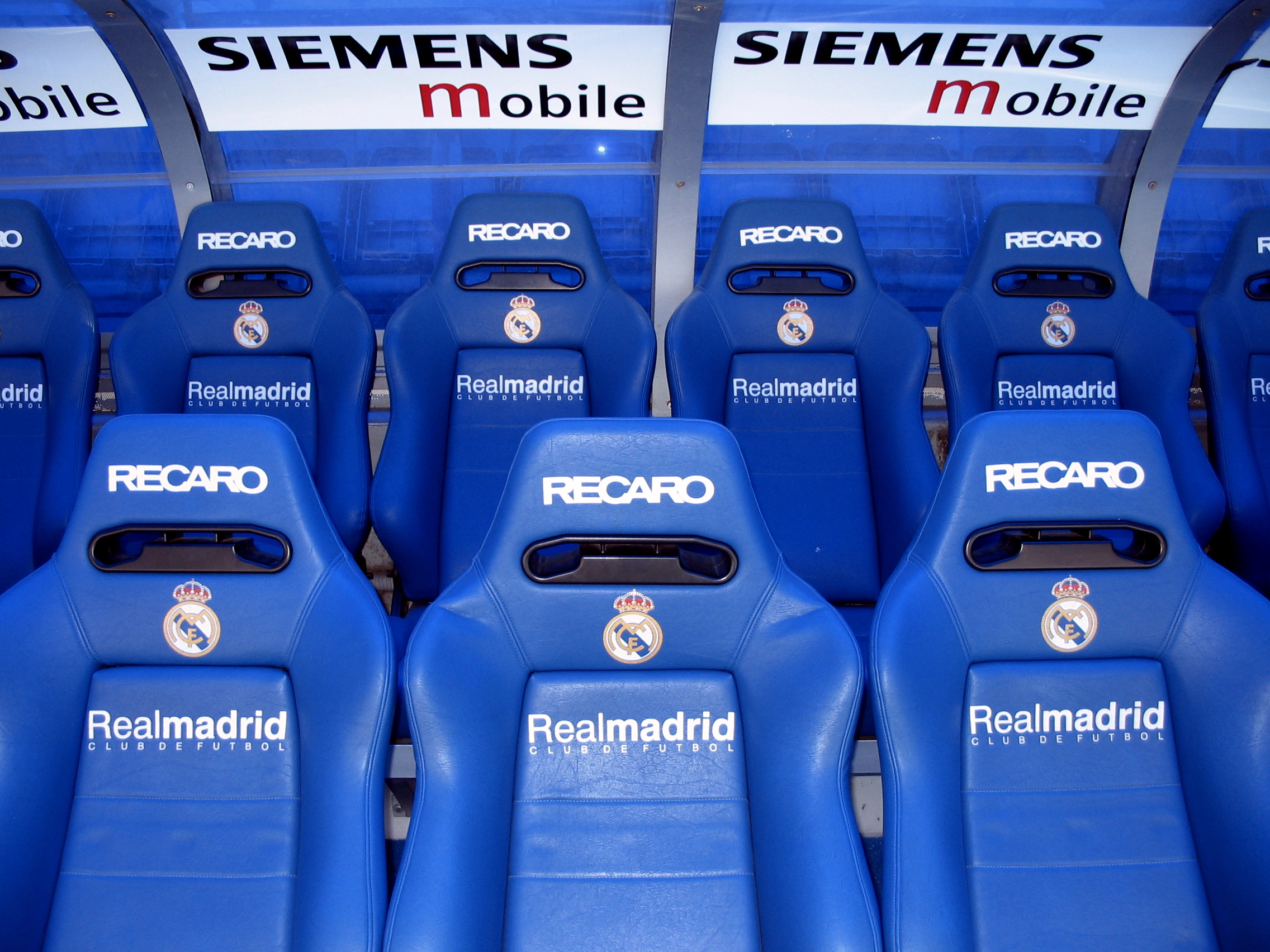
Banc de touche